# الأربعاء
الأَرْبِعَاء (المثنى: أَرْبَعَاوَان وأَرْبَعَاءان) (الجمع: أَرْبَعَاوات وأََرْبَعَاءات) مشتق من الرقم أربعة أي انه اليوم الرابع من الاسبوع الذي يبدأ بيوم الأحد.
وكما أن ليوم الجمعة عند المسلمين وليوم الأحد عند المسيحيين قدسية وأهمية خاصة، فان ليوم الأربعاء أهمية وقدسية خاصة عند اتباع الديانة اليزيدية فالأيزيديون يعتقدون بان يوم الأربعاء هو أقدس أيام الاسبوع لديهم حيث كانوا وما زالوا يمارسون فيه أغلب الطقوس والمراسيم الدينية. أما سر هذه القدسية يكمن باعتقادهم بأن الأربعاء هو اليوم الأخير من عمل الرب بخلق السماوات والأرض[ ؟ ]، وياتي أيضًا من قدسية «لالش» الأرض المقدسة عند الأيزيدية باعتبارها خميرة الأرض، وبعدها بدأ تجمد الأرض. وياتي ذكر قدسية الأربعاء ولالش معا في كتاب (مزده ها روز) بصورة واضحة ودقيقة عندما يصف بأن الله سبحانه وتعالى أراد ان ينزل بـ «لالش»، فاوصى إلى ادم ان يحضر هو وزوجته إلى لالش مع أولادهم (هورى وزهيد) فبينما هم نائمين جاء اليهم طاووس ملك مع ثلاثة من الملائكة في يوم الأربعاء الأول من شهر نيسان الشرقي، فباشروا ببعض الاناشيد الدينية يحيوا فيها يوم الأربعاء ولالش المقدسة وطيبة مائها، وعند صدور الامر الإلهي بشأن ادم في شهر نيسان المبارك شهر المحبة والفرح والزهور، وبعدها ينهض ادم وحواء وهورى وزهيد من النوم على سماع صوت الاناشيد ويستقبلون الملك طاووس واصحابه، فسر ادم سرورا عظيما بعد أن تم ابلاغه برسالة الله سبحانه وتعالى وقال لولده زهيد (اجعل هذا اليوم عيدا لك ولذريتك).وبنزول الملك طاووس بدأت الثلوج المحيطة بالأرض بالذوبان وتكسرت القشرة الجليدية، وبدأ ظهور القشرة الحقيقية مثلما اراد الله سبحانه وتعالى ان تظهر لذلك أصبح هذا الاعتقاد من الموروثات المتداولة بين الايزيدية والذين يقنعون بصحتها التاريخية ودلالاتها الدينية القدسية.